# Элязыг Ататюрк (стадион)
Стадион Элязыг Ататюрк (тур. Elazığ Atatürk Stadyumu) — футбольный стадион в Элязыге (Турция). В настоящее время он используется футбольными местными клубами «Элязыгспор» и «Элязыг Беледиеспор». Вместимость стадиона составляет 15 000 человек, его строительство было начато в 1970 году, а открыт стадион был в 1974 году. Стадион был назван в честь турецкого государственного деятеля Мустафы Кемаля Ататюрка.
В 2007—2012 годах была произведена реконструкция стадиона.